# Comadevaques (Flix)
Comadevaques és una muntanya de 347 metres que es troba al municipi de Flix, a la comarca catalana de la Ribera d'Ebre.
Al cim podem trobar-hi un vèrtex geodèsic (referència 252131001).